# Ooencyrtus podontiae
Ooencyrtus podontiae är en stekelart som beskrevs av Charles Joseph Gahan 1922. Ooencyrtus podontiae ingår i släktet Ooencyrtus och familjen sköldlussteklar. Inga underarter finns listade i Catalogue of Life.